# Pałac Myślewicki w Warszawie
Pałac Myślewicki – pałac znajdujący się w Łazienkach Królewskich w Warszawie.

## Historia
Pałac wzniesiono na polecenie Stanisława Augusta Poniatowskiego w latach 1774–1779, według projektu Dominika Merliniego, w stylu wczesnoklasycystycznym. Jego nazwa pochodzi od pobliskiej, nieistniejącej obecnie, wsi Myślewice.
Początkowo mieszkali w nim dworzanie królewscy, później przejął go książę Józef Poniatowski (w kartuszu nad wejściem znajdują się jego inicjały).
W okresie międzywojennym był zajmowany przez komendanta Warszawy Bolesława Wieniawę-Długoszowskiego, a potem wicepremiera Eugeniusza Kwiatkowskiego.
Pałac przetrwał II wojnę światową. Wydział Architektury Zabytkowej Biura Odbudowy Stolicy urządził w nim magazyn mebli i detali architektonicznych. Pałac pozostał budynkiem rządowym. W budynku mieściły się apartamenty gościnne Urzędu Rady Ministrów. Zatrzymali się w nim m.in. przywódca Jugosławii Josip Broz Tito, premier Indii Indira Gandhi i wiceprezydent Stanów Zjednoczonych Richard Nixon. Obiekt został przejęty przez Muzeum Łazienki Królewskie w 1980.
W latach 1958–1970 w jadalni pałacu odbywały się poufne rozmowy ambasadorów Chińskiej Republiki Ludowej i Stanów Zjednoczonych, których wynikiem było nawiązanie stosunków dyplomatycznych między tymi państwami. Te wydarzenia upamiętnia tablica znajdująca się przy wejściu.
W 2015 zakończył się remont pałacu Myślewickiego, będący częścią większych prac renowacyjnych prowadzonych w Łazienkach. Naprawiono wtedy więźbę dachową i wymieniono jej pokrycie z miedzianej blachy oraz odnowiono elewację. W 2019 przed pałacem odsłonięto pomnik Bolesława Wieniawy-Długoszowskiego.

### Opis budynku
Korpus główny o trzech kondygnacjach posiada biegnącą przez całą jego wysokość pośrodku niszę wejściową oraz ujęty jest w ćwierćkoliste skrzydła. Fasadę zdobi ogromna muszla z rzeźbami Jakuba Monaldiego, przedstawiająca Zefira i Florę. Łagodne wygięcia dachów nawiązują do popularnych w tamtym czasie wzorów chińskich.
Budynek zachował XVIII-wieczny wystrój malarski. W sieni i klatce schodowej są oryginalne polichromie, które wykonał Antoni Herliczka. W jadalni na parterze widoczne są – wykonane przez nadwornego malarza Stanisława Augusta, Jana Bogumiła Plerscha – weduty miast włoskich: widok zamku i mostu Świętego Anioła w Rzymie, widok papieskiej willi Piusa VI w Watykanie oraz dwa widoki placu Świętego Marka w Wenecji. W pokoju krajobrazowym ocalał zespół ośmiu rokokowych widoków z antycznymi ruinami na tle włoskiego krajobrazu, stworzonych przez Antoniego Herliczkę.
W pałacu znajduje się jedna z dwóch ocalałych w Polsce XVIII-wiecznych łazienek (druga to łazienka Izabeli Lubomirskiej w pałacu w Wilanowie). Do dziś przetrwały stiuki, marmurowe wykończenia oraz plafon autorstwa Plerscha Zefir i Flora (jedyne takie malowidło artysty zachowane we wnętrzu pałacowym w Warszawie). Łazienka jest połączona sekretnymi schodami z sypialnią umiejscowioną piętro wyżej. Istnieją przesłanki, że miał z nich korzystać sam władca.

## Galeria

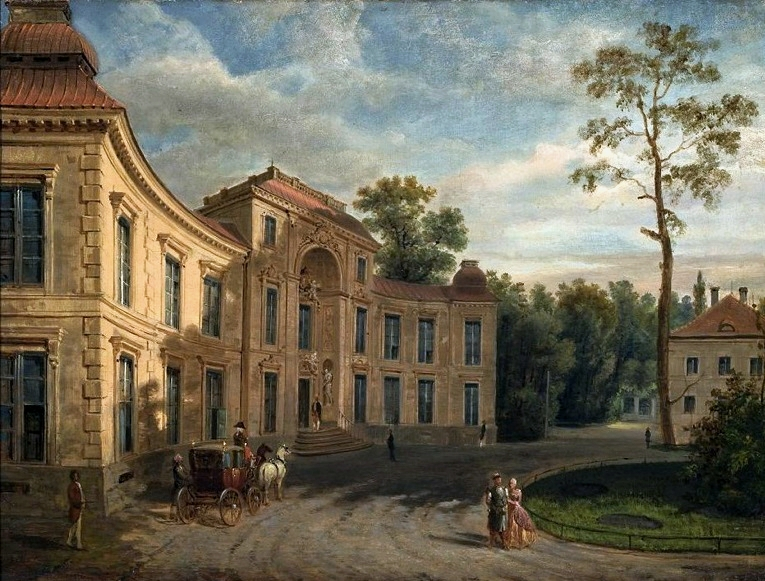
Pałac Myślewicki ok. 1850
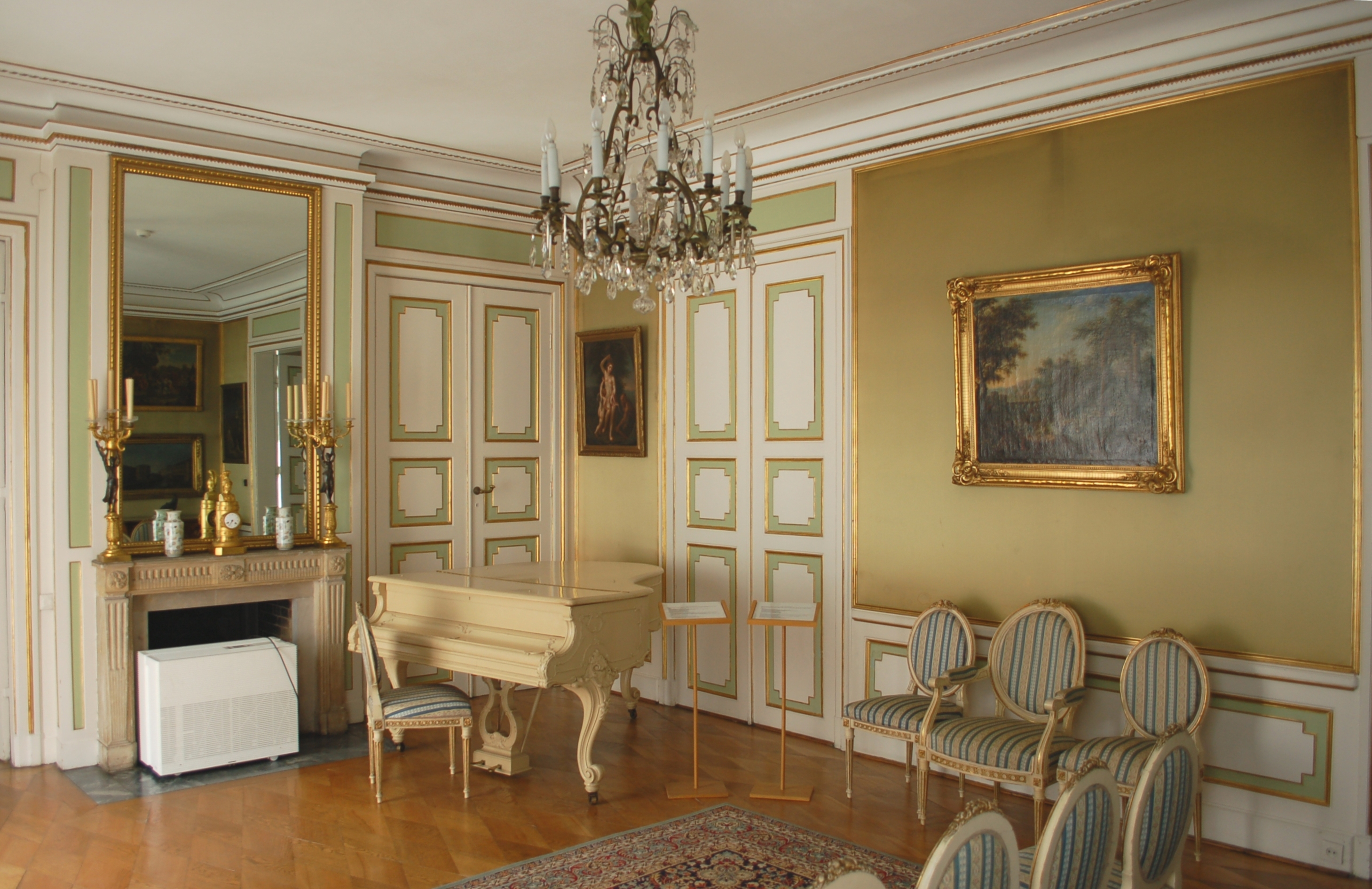
Pokój koncertowy na parterze
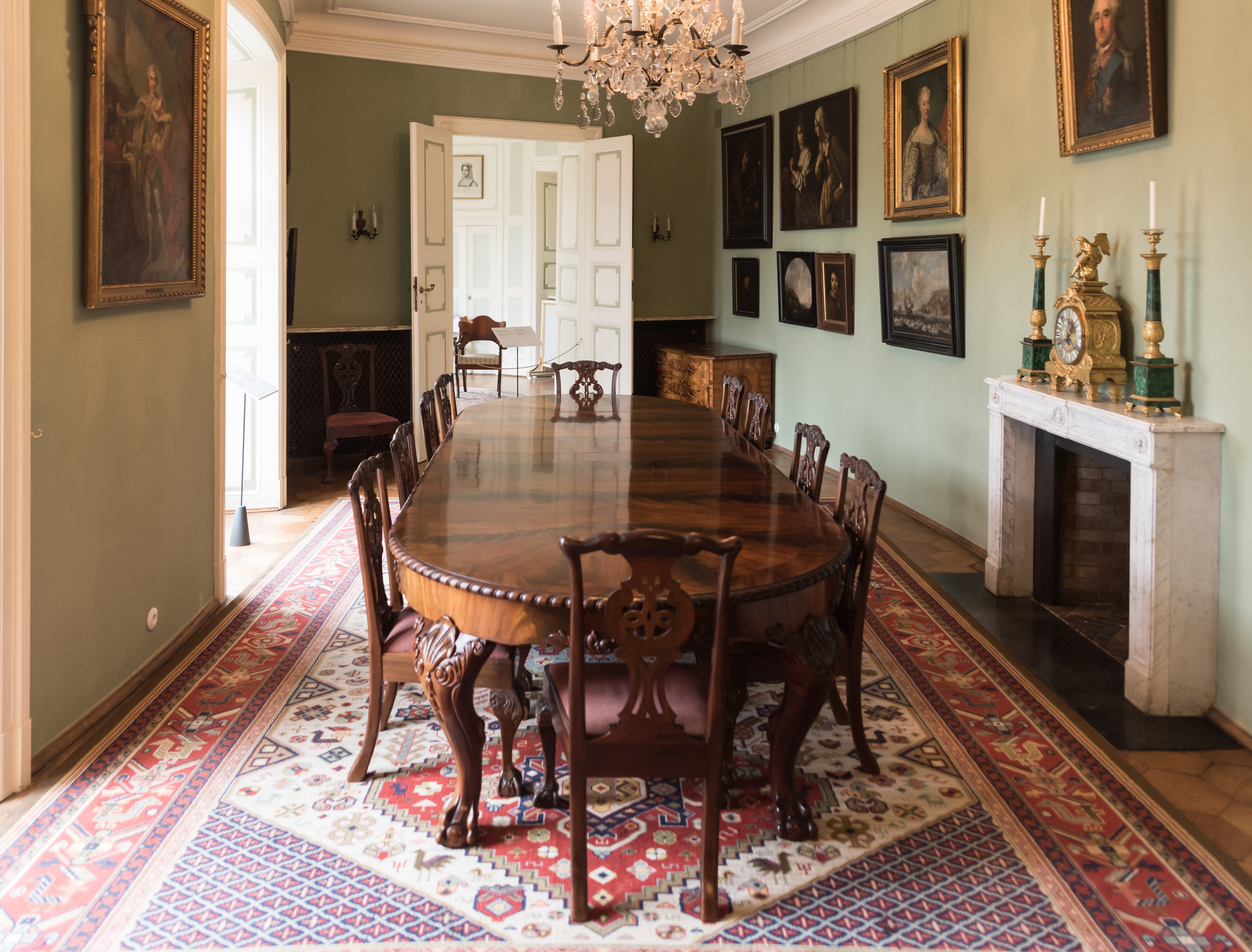
Jadalnia na pierwszym piętrze pałacu
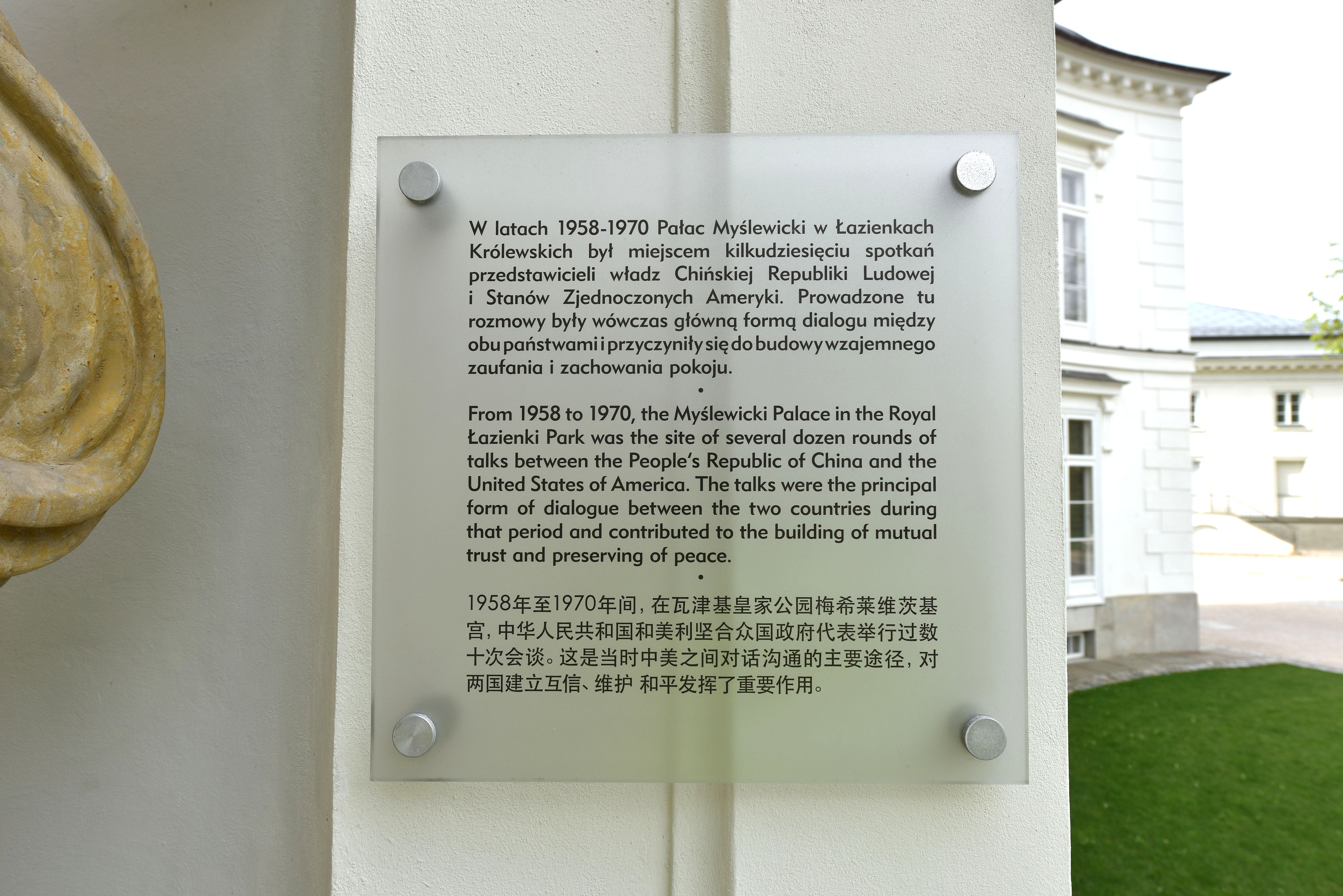
Tablica upamiętniająca rozmowy amerykańsko-chińskie prowadzone w latach 1958–1970